# Ligação fria

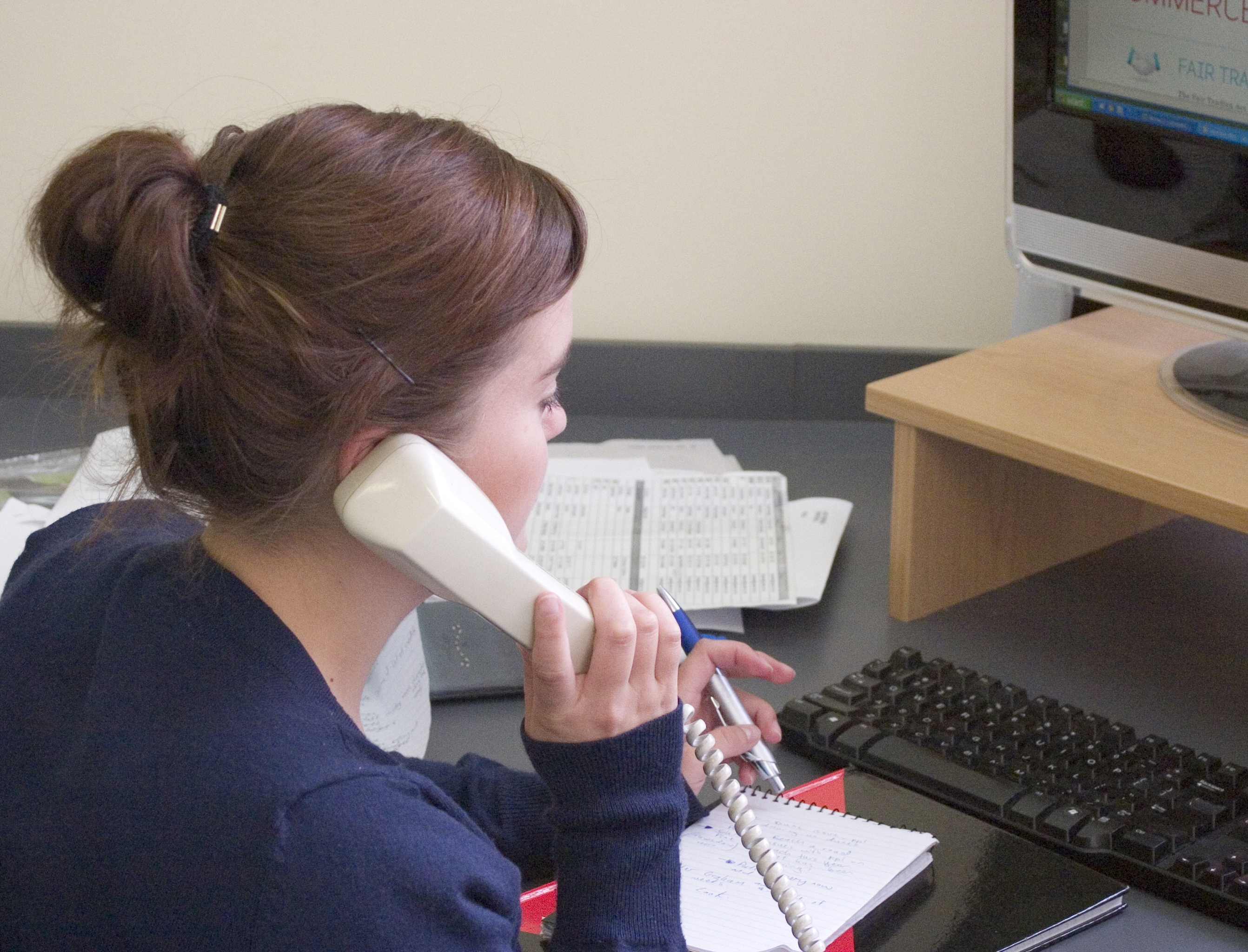
Ligação fria

A ligação fria é uma solicitação de negócios de clientes em potencial que não tiveram contato prévio com o vendedor responsável pela chamada. É uma tentativa de convencer clientes em potencial a comprar o produto ou serviço do vendedor. Geralmente, é referido como um processo por telefone, tornando-se uma fonte de telemarketing, mas também pode ser feito pessoalmente por vendedores porta a porta. Embora a ligação fria possa ser usada como uma ferramenta de negócios legítima, os golpistas também podem usá-la.

## Evolução
A chamada fria se desenvolveu de uma forma de apresentação de vendas usando um script para uma ferramenta de comunicação direcionada. Os vendedores ligam de uma lista de clientes em potencial que se enquadram em certos parâmetros criados para ajudar a aumentar a probabilidade de uma venda. Esta ligação fria moderna, às vezes chamada de "ligação calorosa", tenta "se aprofundar para para entender" o potencial cliente. Para evitar serem vistos como golpistas, as empresas legítimas usam chamadas não solicitadas como uma introdução, e não como um meio de fechar a venda.

### Ligação calorosa
Ligação calorosa é quando o pessoal de vendas entra em contato com clientes em potencial que possam ter um relacionamento com a empresa, em vez de estranhos. Esses relacionamentos anteriores podem ser amigos mútuos, eventos desencadeadores ou sinais de interesse no produto ou serviço que geralmente são resultado de marketing de entrada (por exemplo, visita a um site, interações de mídia social, webinários). A chamada calorosa considera a perspectiva do comprador e reconhece que nem todos podem ser clientes em potencial.

## Controvérsias
Com o desenvolvimento de novas tecnologias e da Internet, a ligação fria ganhou algumas críticas. Jeffrey Gitomer escreveu em um artigo de 2010 para o The Augusta Chronicle que "o retorno sobre o investimento nas ligações não solicitadas está abaixo de zero".  Gitomer acredita que a ligação fria apenas incomodará os clientes e não atrairá negócios. Gitomer também acredita que o marketing de referência é a melhor forma de venda e marketing.  De acordo com Gitomer, existem "2,5 entendimentos básicos de uma ligação fria":
- A ligação fria é a chamada de venda de menor porcentagem;
- A ligação fria tem uma taxa de rejeição muito alta;
- Rejeições múltiplas podem mudar a mentalidade do vendedor e tornar mais difícil agir de forma amigável e completar ligações;[8]
- Desde o surgimento da Internet, mídia social e mensagens de texto instantâneas, uma porção significativa das pessoas tende a preferir mensagens de texto a ligar e ignora chamadas de números desconhecidos.[9][10]

A ligação fria também tem sido usada por golpistas. Um exemplo disso foi quando grupos de impostores se passaram por membros da equipe de suporte da Microsoft. Os impostores ligam para várias casas a partir de um banco de dados de proprietários da Microsoft. Os clientes da Microsoft foram informados de que havia um vírus em seus computadores e, para corrigi-lo, eles deveriam baixar um programa específico. O programa deu acesso aos arquivos do computador para os impostores. Em julho de 2006, uma pesquisa conduzida pela Lactofree determinou que ligações frias eram a coisa mais irritante no Reino Unido. A ligação não solicitada tem sido uma marca registrada na proliferação de golpes de boiler room que vendem investimentos fraudulentos e esquemas de apostas esportivas Gold Coast.